# 李熙 (豐城侯)
李熙（1504年—1553年），字仲光，號緝菴，南京鳳陽府定遠縣（今安徽省定遠縣）人，明朝軍事將領、豐城侯。
李熙為李彬大將之玄孫，后繼承爵位。其奉命統領耀武營，后推舉掌管中軍都督府都督，兼神機營提督。之後擔任總兵官，掛平蠻將軍印，鎮守湖廣。當時楚世子弒逆，株連上百人，李熙上書請冤，后有兩百人免罪被釋放。之後，沅州、麻陽苗族民亂，其率兵征討平定。之後召回掌管前軍都督府事，后任京城九門提督。死後無子，其從子李儒繼承爵位。